# بدونگ پژکوشچیلنه
بدونگ پژکوشچیلنه (به لهستانی:  Bedoń Przykościelny) یک روستا در لهستان است که در گمینا اندرسپول واقع شده‌است. بدونگ پژکوشچیلنه ۱٬۲۸۹ نفر جمعیت دارد.